# ユージン・ルーリー
ユージン・ルーリー（Eugène Lourié、ロシア語: Евгений Лурье、1903年4月8日 - 1991年5月26日）は、ロシア帝国ウクライナ地方（現ウクライナ国）出身で、主にフランス、アメリカで活躍した映画監督、美術監督。
ジャン・ルノアールとの関係で彼の作品の多くで美術ディレクターを務めたほか、戦後は複数のSF映画の監督を行ったことで知られる。
日本語表記については、ユージン・ルーリーの他、フランス語読みのウジェーヌ・ルリエ、ユージン・ローリー、ユージン、ロウリーなど複数の表記が見られるが、ここでは、日本で最初に紹介されたと思われる『原子怪獣現わる』のポスターに記載されたものを採った。

## 略歴
ルーリーは、1903年、当時帝政ロシアの領土であったウクライナのハルキウで生まれた。1917年にロシア革命が勃発し帝国が崩壊すると、ウクライナではボリシェヴィキに対抗して独立運動が勃発し、彼も1919年に Black Crowesというタイトルの反共映画に着手した。ソビエトの勢力拡大に伴い彼はウクライナから脱出し、イスタンブールで映画のポスターを描くなどしたのち、1921年、パリに至った。
ルーリーは1927年に映画美術デザイナーとなり、その後1940年まで数多くのフランス映画に携わった。特に、1933年以後、ジャン・ルノワールの作品に多大な貢献をし、特に世界的な傑作『大いなる幻影』や『ゲームの規則』などの美術デザインを行った。1940年にナチス・ドイツがフランスに侵攻すると、彼はルノワールを追うようにアメリカに拠点を移し、サミュエル・フラーやチャールズ・チャップリンらの作品の美術監督を務めた。
1953年、ルーリーは『原子怪獣現わる』で映画監督デビューを果たした。その後彼は、3本の映画を監督したが（『ニューヨークの怪人』(1958年)、『海獣ビヒモス』(1959年)、『怪獣ゴルゴ』(1961年)）、どれもがSF映画、怪獣映画であったため、イメージが固定化するのを恐れた彼は映画監督をやめる決意をした。
その後は、映画美術デザイナーを続ける傍ら、脚本や俳優として映画との関りを続けた。特に、1969年の超大作ディザスター映画である『ジャワの東』（en:Krakatoa, East of Java）における、クラカタウの大噴火と大津波の素晴らしい特殊撮影を手掛けた彼は、同年のアカデミー視覚効果賞にノミネートされた。なお同映画では本人も灯台守の役で出演している。
1980年のクリント・イーストウッド監督・主演の映画『ブロンコ・ビリー』が、美術監督としての最後の仕事だった。また、1983年の映画『ブレスレス』に、フランス人医師役で出演した。
1991年、ルーリーはカリフォルニア州ウッドランドにて脳卒中で亡くなった。88歳であった。

## フィルモグラフィーの一部
主に日本に紹介されたものを記載
- ナポレオン (舞台装飾：1927年アベル・ガンス監督)
- ボヴァリー夫人 (美術：1933年ジャン・ルノワール監督)
- どん底 (美術：1936年ジャン・ルノワール監督)
- 火の夜 (美術：1937年マルセル・レルビエ監督)
- 大いなる幻影 (美術：1937年ジャン・ルノワール監督)
- 獣人 (美術：1938年ジャン・ルノワール監督)
- ゲームの規則 (美術：1939年ジャン・ルノワール監督)
- サハラ戦車隊 (美術監督：1943年ゾルタン・コルダ監督)
- 自由への闘い (美術：1943年ジャン・ルノワール監督)
- 南部の人 (美術：1945年ジャン・ルノワール監督)
- ジャン・ルノワールの小間使の日記 (美術：1945年ジャン・ルノワール監督)
- 河 (1951年の映画) (美術：1951年ジャン・ルノワール監督)
- ライムライト (美術：1952年チャールズ・チャップリン監督)
- 原子怪獣現わる (1953年監督・美術・脚本)
- 海獣ビヒモス (1959年ダグラス・ヒコックスと共同監督・美術)
- 怪獣ゴルゴ (1961年監督)
- ショック集団 (美術監督：1963年サミュエル・フラー監督)
- 裸のキッス (美術監督：1964年サミュエル・フラー監督)
- あしやからの飛行（特殊効果：1964年マイケル・アンダーソン監督）[10]
- バルジ大作戦 (美術監督：1965年ケン・アナキン監督)
- 地球は壊滅する (特殊効果：1965年アンドリュー・マートン監督)
- カスター将軍 (映画) (美術監督：1967年ロバート・シオドマク監督)
- ジャワの東 (特撮監督、出演：1969年バーナード・コワルスキー監督・アカデミー視覚効果賞ノミネート)
- 燃えよ! カンフー (美術：1972年-1975年 ABC系列の連続テレビドラマ)
- 家 (美術：1976年ダン・カーティス監督)
- 民衆の敵 (1978年の映画) (美術：1978年ジョージ・シェーファー監督)
- ブロンコ・ビリー (美術監督：1980年クリント・イーストウッド監督)
- ブレスレス (出演：1983年ジム・マクブライド監督)